# Colchicum antepense
Colchicum antepense är en tidlöseväxtart som beskrevs av Karin Persson. Colchicum antepense ingår i släktet tidlösor, och familjen tidlöseväxter. Inga underarter finns listade i Catalogue of Life.